# Island6
island6 Arts Center (en chino, 六岛艺术中心, literalmente, «Centro Artístico Isla n.º 6») es un espacio destinado a las prácticas artísticas y creativas. La galería representa a diferentes artistas y lleva a cabo diferentes tipos de exposiciones. No obstante, hay que añadir que supone la principal fuente de representación de las obras creadas mediante la producción de diferentes artistas que trabajan conjuntamente bajo el nombre colectivo Liu Dao. Esta propuesta creativa afincada en la ciudad china de Shanghái comenzó en abril del año 2006. Su creación fue posible gracias al trabajo del artista y también comisario de nacionalidad francesa Thomas Charvériat.
Island6 Arts Center ha extendido cuantitativamente sus espacios a lo largo de esta primera década de existencia hasta el punto de ocupar en 2013 tres centros en la misma ciudad de Shanghái, a los que se añade uno en Hong Kong y otro en Tailandia. Con estos cinco centros, island6 procura satisfacer su objetivo de dar apoyo a artistas tanto europeos como chinos (aunque residentes en Shanghái) mediante la exposición de sus capacidades y trabajos siempre de forma grupal. Para ello, ninguna pieza del colectivo Liu Dao es el resultado productivo de un solo miembro del grupo ni se priorizan los nombres propios. No obstante, en la actualidad, los centros ubicados en el Bund y en Hong Kong se encuentran temporalmente cerrados.

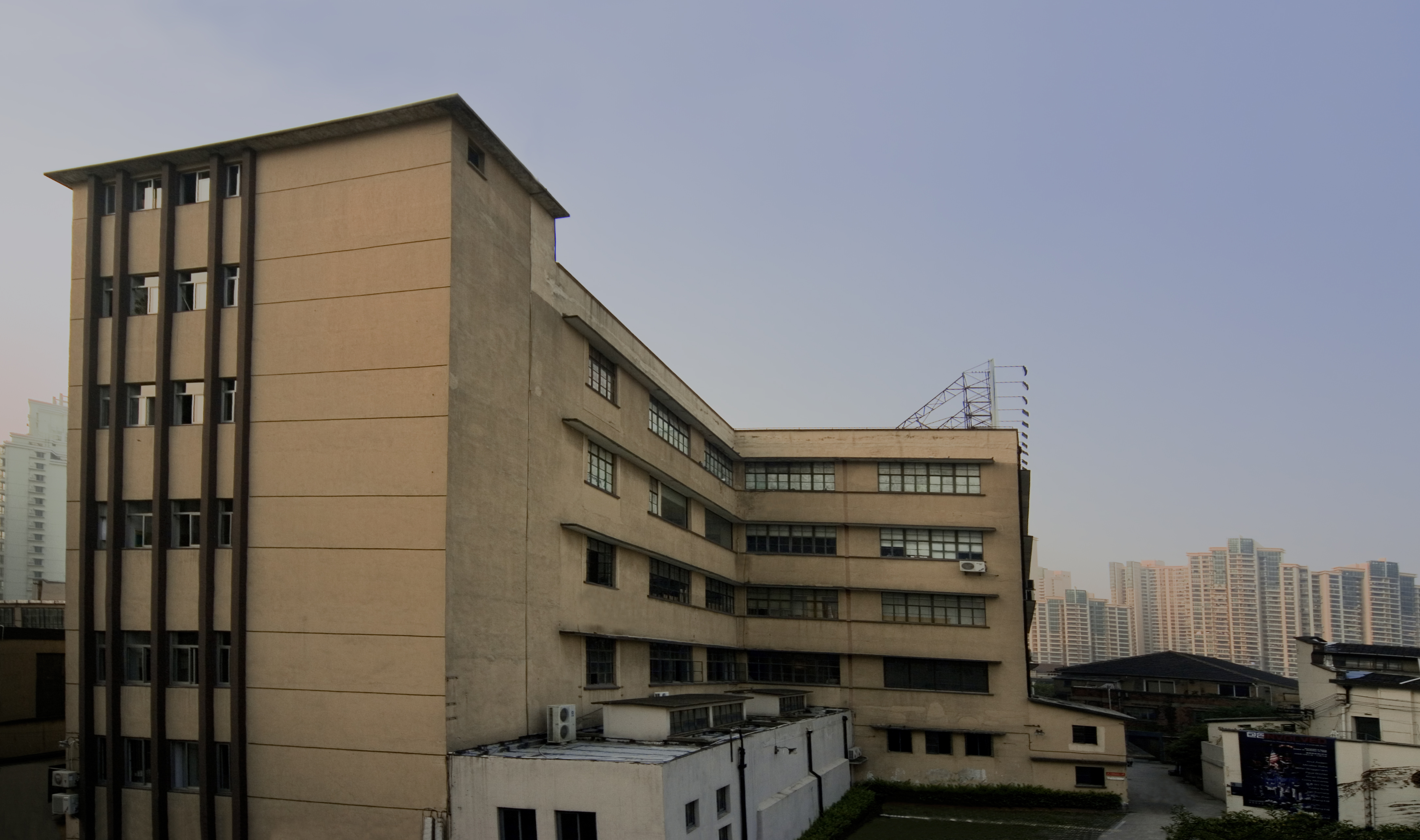
island6 en M50

## Historia
En el año en el que Thomas Charvériat, creó island6 Arts Center con la ayuda de Margherita Salmaso, Zheng Guoyang y Kim Jingfang, la primera ubicación ocupada por el espacio fue en el número 120 de Moganshan Road, en Shanghái. Dicha primera ubicación fue en Fou Foong, un antiguo edificio de ladrillo rojo de cuatro pisos diseñado en 1897 por el estudio de arquitectura británico Dallas y Atkinson y que cumplía la función de molino de harina. De facto, este molino fue considerado más grande y avanzado de Asia de finales del siglo XIX y, en el mismo lugar, sus 2.000 empleados pudieron beneficiarse de un hospital y dos escuelas. Su inauguración se hizo coincidir con el uno de abril de 2006 a través de una exposición que recibió el nombre de "Invisible Layers, Electric Cities", cuya curaduría corrió a cargo de Allard van Hoorn y de Margherita Salmaso. En un escaso lapso de tiempo, el ya nombrado Thomas Charvériat ocupó el cargo de la dirección del centro, siendo por ende el principal responsable de la línea que los espacios han venido desarrollando durante este período de tiempo.
Dos años después de su inauguración, en 2008, el centro inicialmente ubicado en el número 120 de Moganshan Road se vio obligado a cambiar de espacio, trasladándose al número 50 de la misma Moganshan Road, espacio que todavía en la actualidad ocupa. Uno de los beneficios que la expuesta modificación supuso fue que, en esta nueva ubicación, island6 se situó en pleno distrito del arte M50, el principal distrito artístico de la ciudad. Esta nueva situación de carácter geográfico permitió al centro proseguir con el desempeño de sus tareas y objetivos. A partir del año 2009, Charvériat recuperó la dirección del centro con la pretensión de desarrollar sus estrategias y plantear las líneas de presente y de futuro del centro.

## Premios y particularidades estéticas
La labor realizada por island6 le ha llevado a ganar, en los últimos tiempos, algunos reconocimientos como el premio a la "Mejor galería de arte" de la ciudad. En julio del mismo año (2015) en el que obtuvo semejante galardón, el recinto de island6 en el número 50 de la Moganshan Road expuso su 76a muestra, consecuencia del trabajo de más de 500 artistas de más de una veintena de nacionalidades. Semejante retroalimentación entre el espacio y los artistas ha hecho que, island6, forme parte de la creación y la producción de más de 2000 proyectos de naturaleza artística.
Una de las principales particularidades de island6 en lo que a su producción y exposición artística se refiere no es, exclusivamente, la que representa el colectivo Liu Dao (六 岛). Este grupo, tal como fue expuesto en consideraciones anteriores, es un colectivo formado por los artistas que exponen en el centro. La particularidad reside, también, en el formato y los diferentes modos de representación. Bajo este nombre -Liu Dao-, los trabajos artísticos realizados se caracterizan por abordar aspectos típicamente planteados en las doctrinas artísticas, aunque haciendo uso de prácticas y recursos exclusivamente actuales como el sistema lumínico led, el mapa de bits o el videoarte. Algunos de los temas, las cuestiones y las reflexiones que el grupo y el centro desea plantear son el compromiso sensorial, el voyeurismo, el desarrollo urbano, la relación entre lo moderno y lo clásico, la tecnología y el trabajo antiguo o la historia cultural china, entre otros.

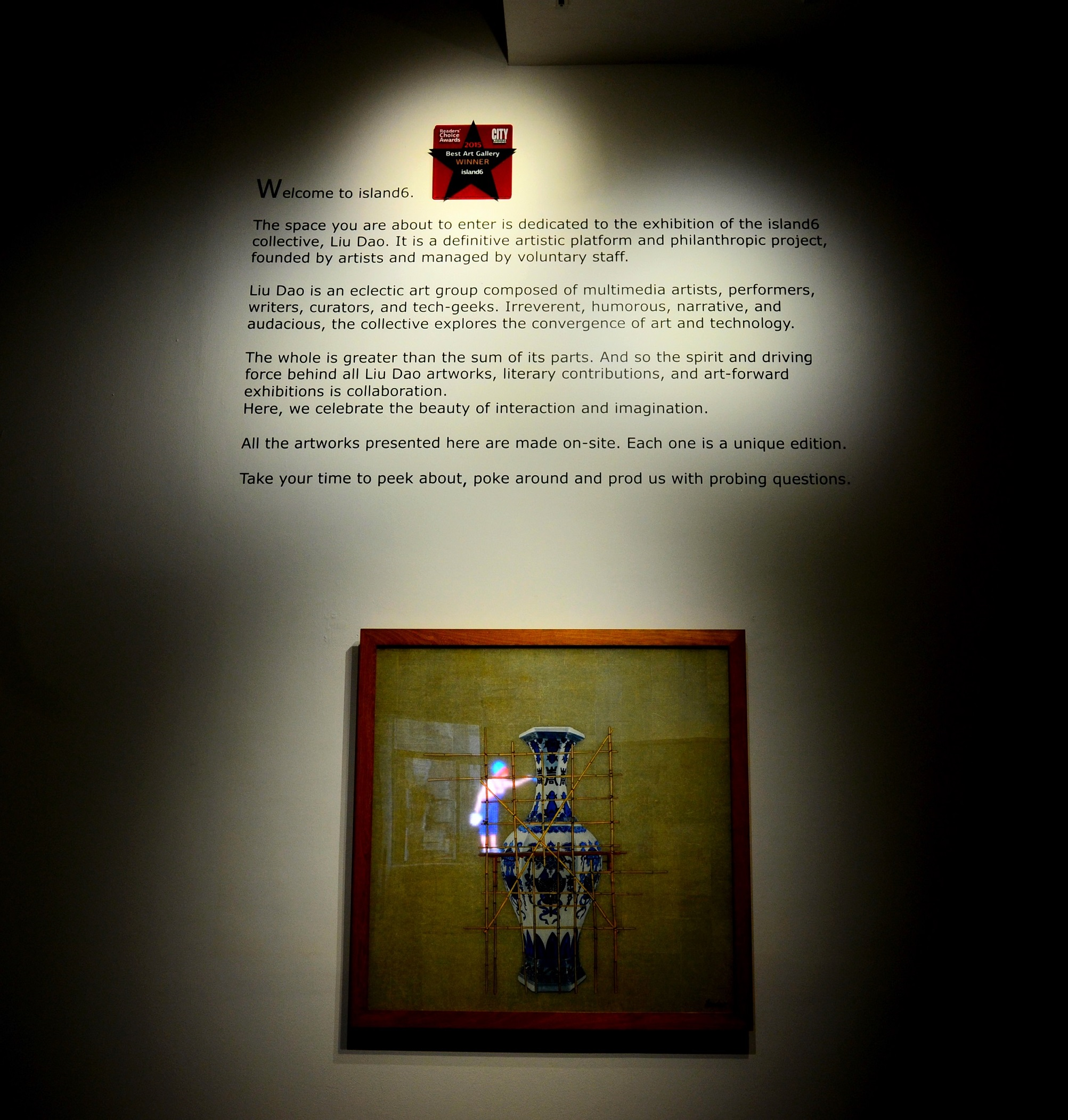
island6 entrada

## Colaboraciones
El centro island6 y colectivo Liu Dao han llevado a cabo relaciones y colaboraciones en diferentes ocasiones. Algunas de las más destacadas se realizaron con empresas multinacionales.
En 2001, island6 expuso las obras del colectivo Liu Dao en la Galería Louis Vuitton Maison, ubicada en la ciudad de Macao, China. El título de esa exposición fue “Raining Stars”.
En agosto de 2014, la empresa alemana de ropa deportiva Adidas decidió realizar la presentación de su principal tienda en la ciudad de Shanghái en el principal espacio de island6 en Moganshan Road.
A este tipo de colaboraciones hay que añadir otras relaciones, establecidas en este caso con otras galerías como la Red Gate Gallery, situada en Pekín, la capital del país. Mediante esta colaboración, el colectivo Liu Dao se vio representado en la prestigiosa Feria de Arte de Hong Kong en el año 2010. Más allá de esta presentación y una vez con la feria concluida, las relaciones se mantuvieron haciendo que Red Gate Gallery se convirtiese en el principal representante del colectivo Liu Dao en la región de Hong Kong. Desde la creación de island6, este centro ha venido siendo admitido en una gran cantidad de ferias artísticas, entre ellas -aunque no solamente-, SH 2011, Scope Miami, Beirut Art Fair o en diferentes ediciones de SWAB, la principal feria de arte contemporáneo de Barcelona.

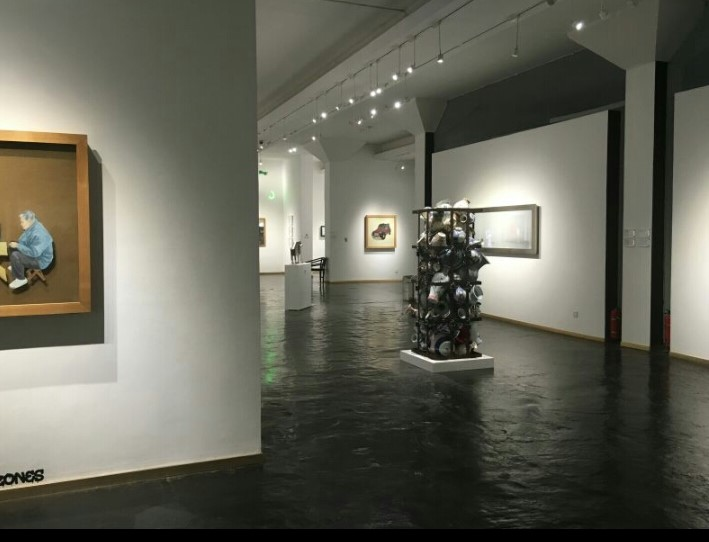
island6 espacio principal